# Rostysław Lach
Rostysław Mykołajowycz Lach, ukr. Ростислав Миколайович Лях (ur. 12 października 2000 w Mukaczewie w obwodzie zakarpackim) – ukraiński piłkarz, grający na pozycji obrońcy.

## Kariera piłkarska

### Kariera klubowa
Wychowanek Szkoły Sportowej klubów FK Mukaczewo, LDUFK i Karpaty Lwów, barwy których bronił w juniorskich mistrzostwach Ukrainy (DJuFL). 4 sierpnia 2017 roku rozpoczął karierę piłkarską w juniorskiej drużynie Karpaty U-19, potem grał w młodzieżowej drużynie. 19 października 2019 zadebiutował w podstawowej jedenastce Karpat w meczu derbowym z FK Lwów. Na początku października 2020 roku odszedł do Ruchu Lwów, skąd wkrótce został wypożyczony do Karpat z Halicza.

### Kariera reprezentacyjna
W 2018 debiutował w juniorskiej reprezentacji Ukrainy U-19. Od 2022 bronił barw młodzieżówki.

## Sukcesy i odznaczenia

### Sukcesy reprezentacyjne
Ukraina U-21
- brązowy medalista Mistrzostw Europy U-21: 2023